# Грабноволя
Грабноволя (пол. Grabnowola) — село в Польщі, у гміні Гловачув Козеницького повіту Мазовецького воєводства.
Населення — 133 особи (2011).
У 1975-1998 роках село належало до Радомського воєводства.

## Демографія
Демографічна структура станом на 31 березня 2011 року:
|          | Загалом | Допрацездатний вік | Працездатний вік | Постпрацездатний вік |
| -------- | ------- | ------------------ | ---------------- | -------------------- |
| Чоловіки | 63      | 10                 | 42               | 11                   |
| Жінки    | 70      | 17                 | 29               | 24                   |
| Разом    | 133     | 27                 | 71               | 35                   |